# Nilüfer-Talsperre
Die Nilüfer-Talsperre (türkisch Nilüfer Barajı; früher Doğancı-2-Talsperre) ist eine Talsperre am Oberlauf des Flusses Nilüfer Çayı, einem rechten Nebenfluss des Simav Çayı, in der Provinz Bursa im Nordwesten der Türkei.
Die Nilüfer-Talsperre befindet sich 40 km südlich der Stadt Bursa am Südhang des Uludağ-Gebirges.
Sie wurde in den Jahren 1994–2007 mit dem Zweck der Trinkwasserversorgung des Ballungsraums Bursa errichtet.
Das Absperrbauwerk ist ein 74,5 m hoher Steinschüttdamm.
Das Dammvolumen beträgt 3,7 Mio. m³. 
Der Stausee bedeckt bei Normalstau eine Fläche von 1,47 km². Der Speicherraum beträgt 39,5 Mio. m³. 
Die Talsperre liefert im Jahr 60 Mio. m³ Trinkwasser.
Flussabwärts befindet sich die Doğancı-Talsperre.